# Supercoppa del Brasile 2021
La Supercoppa del Brasile 2021 (ufficialmente in portoghese Supercopa do Brasil 2021 o, per ragioni di sponsorizzazione, Supercopa Kia 2021) è stata la quarta edizione della Supercoppa del Brasile.
Si è svolta l'11 aprile 2021 allo Stadio nazionale Mané Garrincha di Brasilia tra il Flamengo, vincitore della Série A 2020, e il Palmeiras, vincitore della coppa nazionale.
Ad aggiudicarsi il trofeo, per la seconda volta nella sua storia, è stato il Flamengo che ha vinto per 6-5 dopo i rigori.

## Formula
Partita in gara unica. In caso di parità dopo i 90 minuti regolamentari sono previsti i tiri di rigore.

## Partecipanti
| Squadre   | Qualificazione                         | Partecipazioni precedenti (il grassetto indica la vittoria) |
| --------- | -------------------------------------- | ----------------------------------------------------------- |
| Flamengo  | Vincitore della Série A 2020           | 2 (1991, 2020)                                              |
| Palmeiras | Vincitore della Coppa del Brasile 2020 | Nessuna                                                     |

## Tabellino
| Arbitro: | Vuaden |

| |                      |                                                                                        |
| Gabriel Barbosa 22’ De Arrascaeta 45+3’                                                            | Marcatori            | 1’, 74’ (rig.) Raphael Veiga                                                           |
| De Arrascaeta Filipe Luís Matheuzinho Vitinho Gabriel Barbosa João Gomes Pepê Michael Rodrigo Caio | Tiri di rigore 6 – 5 | Raphael Veiga Gómez Gustavo Scarpa Luan Danilo Viña Gabriel Menino Gabriel Veron Mayke |

| Flamengo | Palmeiras |

|                 |              |                        |       |     |
|                 |              |                        |       |     |
| P               | 1            | Diego Alves            |       |     |
| D               | 44           | Mauricio Isla          | 41’   | 62’ |
| D               | 5            | Willian Arão           | 76’   |     |
| D               | 3            | Rodrigo Caio           | 71’   |     |
| D               | 16           | Filipe Luís            |       |     |
| C               | 10           | Diego                  |       | 62’ |
| C               | 8            | Gerson                 |       | 87’ |
| C               | 7            | Éverton Ribeiro        |       | 78’ |
| C               | 14           | Giorgian De Arrascaeta |       |     |
| A               | 27           | Bruno Henrique         |       | 87’ |
| A               | 9            | Gabriel Barbosa        |       |     |
| A disposizione: |              |                        |       |     |
| P               | 45           | Hugo Souza             |       |     |
| D               | 2            | Gustavo Henrique       |       |     |
| D               | 4            | Léo Pereira            |       |     |
| D               | 6            | Renê                   |       |     |
| D               | 30           | Bruno Viana            |       |     |
| D               | 34           | Matheuzinho            |       | 62’ |
| C               | 17           | Hugo Moura             |       |     |
| C               | 35           | João Gomes             |       | 62’ |
| C               | 40           | Pepê                   |       | 87’ |
| A               | 11           | Vitinho                |       | 78’ |
| A               | 19           | Michael                |       | 87’ |
| A               | 43           | Rodrigo Muniz          |       |     |
| Allenatore:     |              |                        |       |     |
| Rogério Ceni    | Rogério Ceni | Rogério Ceni           | 90+3’ |     |

|                 |               |                  |          |     |
|                 |               |                  |          |     |
| P               | 21            | Weverton         |          |     |
| D               | 2             | Marcos Rocha     |          | 59’ |
| D               | 13            | Luan             | 53’      |     |
| D               | 15            | Gustavo Gómez    |          |     |
| D               | 17            | Matías Viña      |          |     |
| C               | 30            | Felipe Melo      | 9’       | 46’ |
| C               | 8             | Zé Rafael        |          | 46’ |
| C               | 23            | Raphael Veiga    |          |     |
| A               | 19            | Breno Lopes      |          |     |
| A               | 7             | Rony             |          | 90’ |
| A               | 11            | Wesley           | 11’      | 59’ |
| A disposizione: |               |                  |          |     |
| P               | 42            | Jailson          |          |     |
| D               | 6             | Lucas Esteves    |          |     |
| D               | 12            | Mayke            | 79’      | 59’ |
| D               | 26            | Victor Luis      |          |     |
| D               | 33            | Alan Empereur    |          |     |
| C               | 5             | Patrick de Paula |          |     |
| C               | 14            | Gustavo Scarpa   |          | 90’ |
| C               | 25            | Gabriel Menino   |          | 46’ |
| C               | 28            | Danilo           |          | 46’ |
| A               | 27            | Gabriel Veron    |          | 59’ |
| A               | 29            | Willian          |          |     |
| A               | 37            | Rafael Papagaio  |          |     |
| Allenatore:     |               |                  |          |     |
| Abel Ferreira   | Abel Ferreira | Abel Ferreira    | 36’, 38’ |     |